# Église Saint-Saturnin de Pouzols-Minervois
Pour les articles homonymes, voir Église Saint-Saturnin.
L'église Saint-Saturnin est une église romane située à Pouzols-Minervois dans le sud du Minervois, dans le département français de l'Aude en région Occitanie.

## Localisation
L'église se dresse non pas au centre du village mais à l'entrée du cimetière, à quelques centaines de mètres à l'ouest.

## Historique
L'église romane Saint-Saturnin de Pouzols-Minervois fut construite aux XIe et XIIe siècles.
Elle fait l'objet d'un classement au titre des monuments historiques depuis le 4 décembre 1961.

## Architecture extérieure

### Le chevet roman
L'église possède un remarquable chevet de style roman lombard à abside unique.
L'abside, couverte d'ardoises, est percée de trois fenêtres à simple ébrasement et présente une décoration de bandes lombardes composées de lésènes et d'arcatures. 
Les arcs des fenêtres et les arcatures sont mis en valeur par un cordon de basalte noir qui en borde l'extrados.

### Le clocher
L'église Saint-Saturnin de Pouzols-Minervois possède également un beau clocher, partiellement roman, qui surplombe la façade méridionale.
Ce clocher est percé, à l'avant-dernier étage, de baies géminées en plein cintre qui sont soulignés d'un cordon de basalte noir comme les fenêtres et arcatures du chevet.
Le dernier étage du clocher est percé de baies géminées ogivales et est surmonté de créneaux.

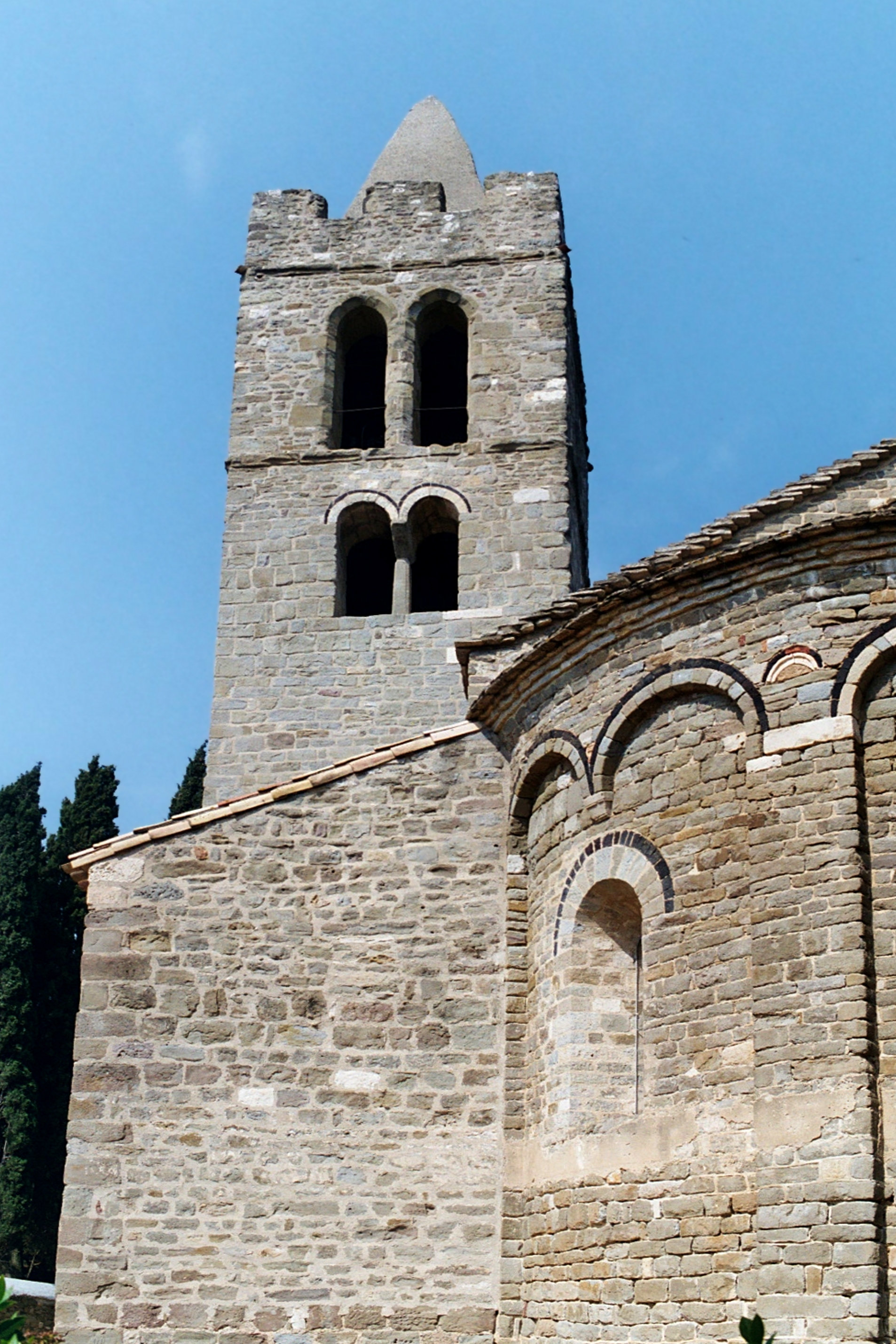
Le clocher.
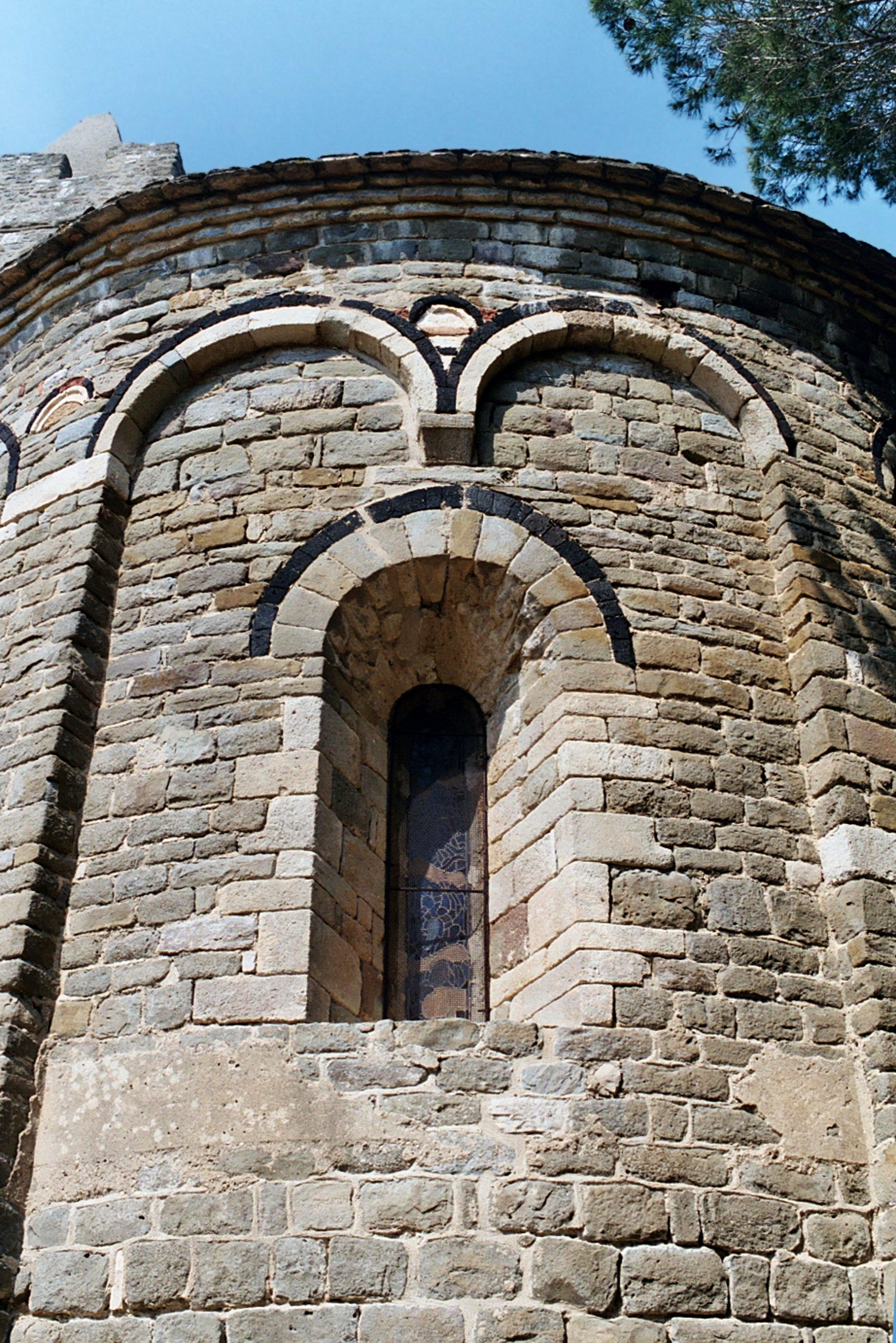
Cordons de basalte noir.
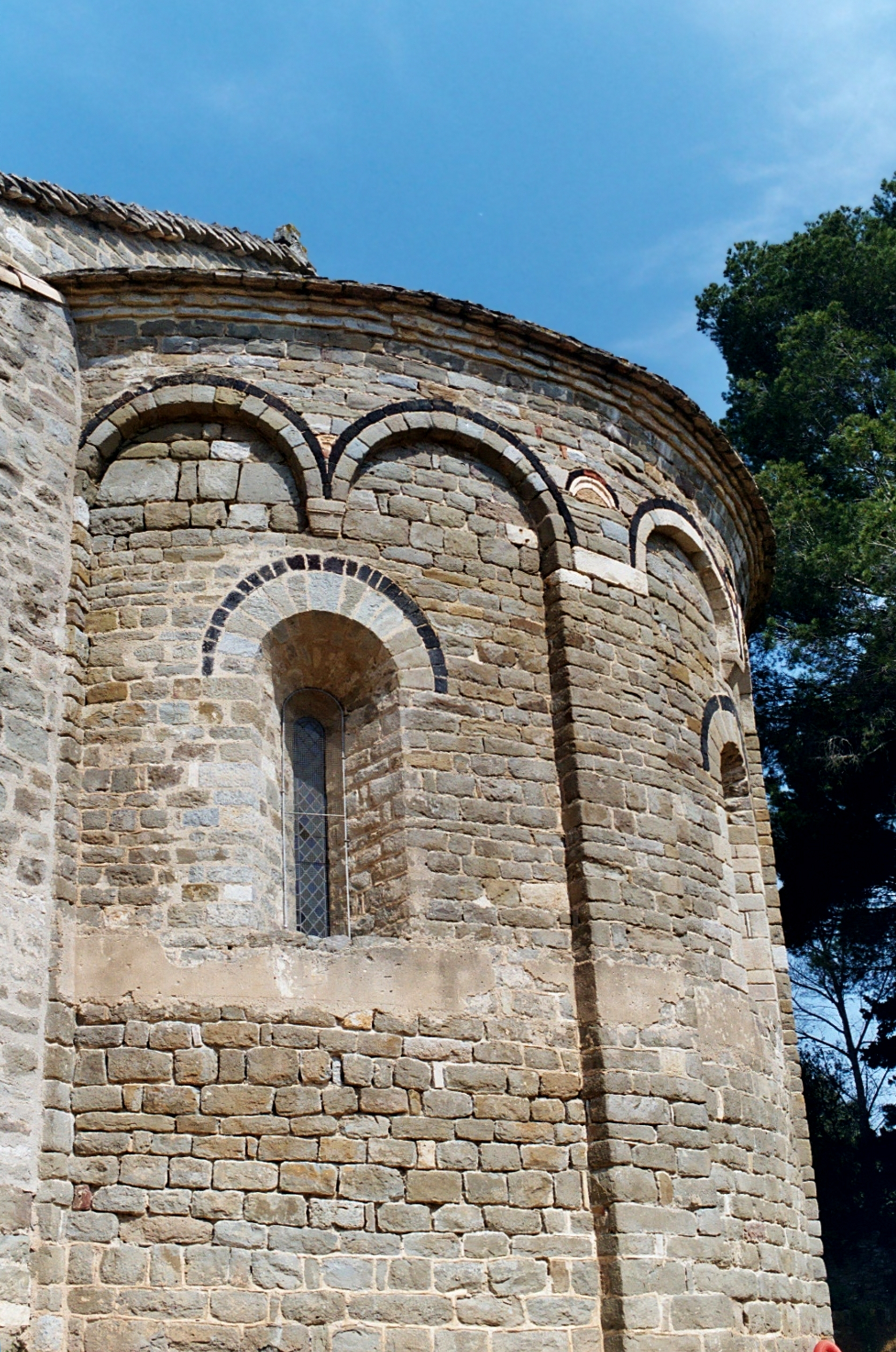
Vue latérale du chevet.

## Musique
C'est dans cette église que le groupe musical de Christian Salès (groupe Oc) a fait ses débuts : "L'acoustique est très particulière dans cette église et il y plane une atmosphère à la fois étrange et envoûtante. Il était presque naturel que mes premières mélodies soient enregistrées ici", confie le musicien en 1998.